# Bisco Hatori
Bisco Hatori (葉鳥ビスコ Hatori Bisuko?) född den 30 augusti 1975 i Saitama, är en Japansk mangaka. Bisco Hatori är en pseudonym; hon står fast vid att namnet har en särskild betydelse för henne. Hon har arbetat för tidningar såsom LaLa. Hennes mangadebut var 一瞬間のロマンス (Isshunkan no romance?) i LaLa DX. Hennes första serie var 千年の雪 (Sennen no yuki?). Hennes genomslagsverk var dock Ouran High School Host Club (桜蘭高校ホスト部（クラブ） Ōran Kōkō Hosuto Kurabu?).

## Verk[3]
- Isshunkan no romance (一瞬間のロマンス?).  (1999)
- Romantic Egoist (ロマンティック・エゴイスト Romantikku Egoisuto?).  (2000)
- Sennen no yuki (千年の雪?).  (2001-2002, ej färdigställd)
- Love Egoist (ラブ・エゴイスト Rabu Egoisuto?).  (2001)
  - Love Egoist (ラブ・エゴイスト Rabu Egoisuto?).
  - Please Please Me (プリーズ・プリーズ・ミー Puriizu Puriizu Mii?).
  - Love or Dream? (ラブ・オア・ドリーム？ Rabu Oa Doriimu??).
- Ouran High School Host Club (桜蘭高校ホスト部（クラブ） Ōran Kōkō Hosuto Kurabu?).  (2003- 2010)